# Unciaal 0104
Unciaal 0104 (Gregory-Aland), ε 44 (Soden) is een van de Bijbelse handschriften in de Griekse taal. Het dateert uit de 6e eeuw en is geschreven met uncialen op perkament.

## Beschrijving
Het bevat de tekst van het Evangelie volgens Matteüs (23,7-22) en Evangelie volgens Marcus (1,27-41; 13,12-14,3). De gehele codex bestaat uit 4 bladen (32 × 22 cm) en werd geschreven in twee kolommen per pagina, 36 regels per pagina. Het is een palimpsest, de bovenste tekst is in het Hebreeuws.
De Codex is een representant van het Byzantijnse tekst-type, Kurt Aland plaatste de codex in Categorie V.

## Geschiedenis
Het handschrift bevindt zich in de Bibliothèque nationale de France (Suppl. Gr. 726, ff. 1-5, 8-10), in Parijs.